# فرانك مايرز
فرانك مايرز هو سياسي كندي، ولد في 22 فبراير 1908، وتوفي في 15 مارس 1975.